# Prenzlau
Prenzlau é uma cidade no distrito de Uckermark em Brandemburgo, Alemanha. Sua população em 2005 era de cerca de 21.000 habitantes. A cidade é irmã de Uster, Suíça.

## Ligações externas

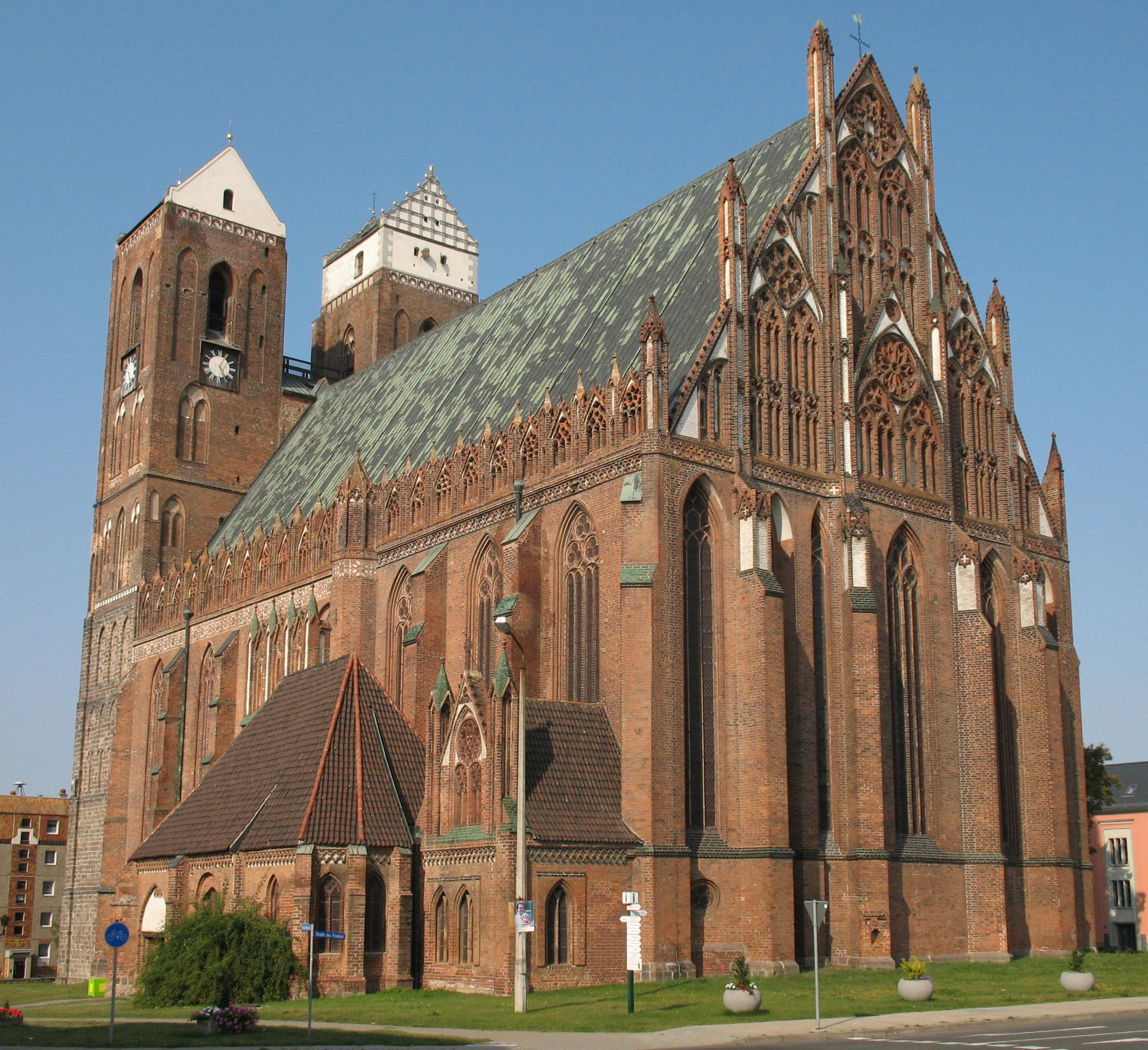
Igreja